# Islamitisch Cultureel Centrum van Porto
Het Islamitisch Cultureel Centrum van Porto (ook wel Hazrat Bilal-moskee genoemd) is een moskee in Porto een havenstad in het noorden van Portugal. De moskee bevindt zich in het centrum van de stad, niet ver van de rivier Douro.
De moskee bestaande uit een rijhuis werd in 1999 geopend door de lokale moslimgemeenschap in Porto. Naast een gebedsruimte is er ook een ruimte om kleine wassing te verrichten.